# 小穴桃里
小穴桃里（日语：／ Koana Tōri，1995年5月25日—），日本女子冰壶运动员，2016年全国锦标赛女子银牌得主、2018年全国锦标赛女子金牌得主、2025年亚洲冬季运动会混合双人金牌得主。